# Colletes integer
Colletes integer är en biart som beskrevs av Noskiewicz 1936. Colletes integer ingår i släktet sidenbin, och familjen korttungebin. Inga underarter finns listade i Catalogue of Life.